# Johan Rühl
Johan Hendrik Willem Rühl  (ur. 9 maja 1885 w Amsterdamie, zm. 4 grudnia 1972 w Hilversum) – holenderski piłkarz wodny, uczestnik Letnich Igrzysk 1908 w Londynie.
Podczas igrzysk w 1908 roku wziął udział w turnieju piłki wodnej, gdzie ze swoją drużyną zajął 4. miejsce.